# Кинни, Джон
Джон Кинни, англ. John Kinney (1 мая 1847, округ Хампшир, Массачусетс, США — 25 августа 1919, Прескотт, Аризона, США) — преступник, объявленный вне закона на Диком Западе; главарь банды «Окружной отряд Рио-Гранде» (The Rio Grande Posse), более известной как банда Джона Кинни.

## Биография

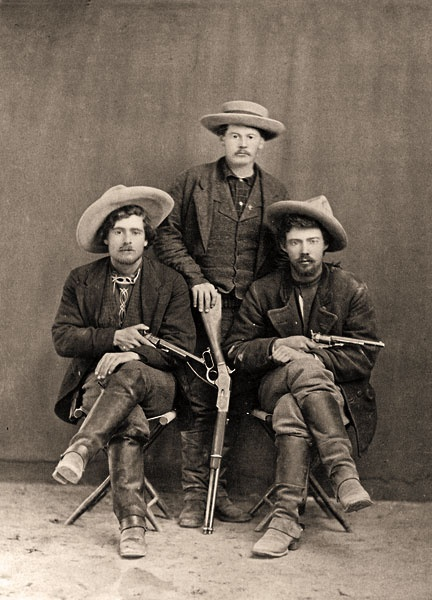
Джон Кинни (в центре) и два члена его банды, около 1880

Родился в округе Хэмпшир, штат Массачусетс, около 1847 года. Позже семья переехала в Айову.
13 апреля 1867 года Кинни поступил на службу в армию США в Чикаго, штат Иллинойс. 13 апреля 1873 года был уволен из армии в Форт-Макферсон, штат Небраска, в звании сержанта. После увольнения поселился в округе Донья-Ана, Территория Нью-Мексико, и по неизвестным причинам организовал банду, которая начала совершать грабежи и угоны скота. Банда действовала на территории Нью-Мексико, Аризоны, Техаса и Мексики. Одним из первых членов банды стал Джесси Эванс; на пике преступной деятельности в банду входило до 30 человек.
31 декабря 1875 года Кинни, Эванс, Джим Макдэниелс и Пони Дил подрались с солдатами кавалерии США из форта Селден в салуне в Лас-Крусесе, Территория Нью-Мексико. Первоначально потерпев поражение в драке, бандиты были выброшены на улицу, но вскоре вернулись к салуну и расстреляли его через стены, убив двух солдат и одного гражданского. Ещё два солдата и один гражданский были ранены. Вскоре после этого эпизода Эванс отделился от банды Кинни, для того чтобы сформировать свою собственную банду.
Банда Кинни участвовала в Соляной войне в Сан-Элизарио (1877—1878). Позднее вместе с бандой Джесси Эванса банда Кинни была завербована фракцией Лоренса Мёрфи и Джеймса Долана и приняла участие в Войне в округе Линкольн (1878—1879). В этот период Кинни утверждал, что лично убил уже четырнадцать человек. Во время Пятидневной битвы Билли Кид, прорываясь из окружения, выстрелил, попав Джону Кинни в лицо, однако тот выжил.
22 ноября 1877 года Кинни застрелил Изабель Барелу на улице в Ла-Месилье. 30 ноября 1878 года Кинни был арестован по обвинению в этом убийстве, но 21 декабря того же года был оправдан. В 1881 году Джон Кинни был назначен заместителем шерифа и участвовал в конвоировании осуждённого Билли Кида из Ла-Месильи в тюрьму Линкольна.
В 1883 году Кинни был вновь арестован (на этот раз за кражу скота) и приговорён к уплате штрафа в пятьсот долларов США и пяти годам заключения в тюрьме штата Канзас в Левенуэрте, из которых отбыл около трёх. Выйдя из тюрьмы 19 февраля 1886 года, он не вернулся к преступной жизни. К тому времени банда Кинни уже прекратила своё существование: все её члены были либо мертвы, либо находились в тюрьме, либо исчезли, скрывшись от правосудия.
Джон Кинни служил на Кубе в составе армии США во время Испано-американской войны (1898). Позднее устроился работать шахтером в ущелье Чапаррал, штат Аризона.
Скончался в Прескотте, Аризона, 25 августа 1919 года.